# Трој Маклур
Трој Маклур (енгл. Troy McClure) је измишљени лик из цртаног филма Симпсонови, коме глас позајмљује Хари Ширер. У епизодима Симпсонових, Трој игра глумца који рекламира научне филмове и глуми у ТВ рекламама.